# Starisation
La starisation est un néologisme qui désigne la transformation d'individus en stars.
Il peut concerner différentes classes d'individus. Il est particulièrement employé pour désigner certains sportifs, des personnalités des médias, en particulier de la télévision, mais aussi des responsables politiques.
Le début de ce phénomène peut se situer aux alentours des années 1980.
À noter : les termes « starisation » et « peopolisation » ne sont pas synonymes :
- « Starisation » désigne un phénomène qui consiste à considérer des personnalités qui, a priori, ne font pas partie du « star system », comme des stars. Ainsi certains médias donnent-ils dorénavant autant d'importance à des journalistes, présentateurs, animateurs d'émission qu'à des acteurs ou des chanteurs. Ce phénomène est décrié, car il met en avant le contenant (par exemple, le présentateur d'une émission) aux dépens du contenu (un acteur ou un homme politique reçu dans une émission, pour suivre le même exemple) ;

- quant au terme « peopolisation », l'une de ses définitions concerne les personnalités qui, a priori, ne font pas partie des « people » (« gens » célèbres) faisant l'objet d'un traitement médiatique similaire à celui des célébrités. C'est notamment le cas des personnalités politiques dont la vie privée (enfants, famille, vacances, amis...) est publiquement exposée avec ou sans leur consentement.